# Miklós Szalay
Dans le nom hongrois Szalay Miklós, le nom de famille précède le prénom, mais cet article utilise l’ordre habituel en français Miklós Szalay, où le prénom précède le nom.
Miklós Szalay, né le 6 décembre 1946 à Salgótarján, est un footballeur international hongrois. Il évoluait au poste de milieu droit.

## Biographie

### En club
Miklós Szalay est joueur du Salgótarján BTC de 1964 à 1974,,.

### En équipe nationale
International hongrois, il reçoit une sélection pour aucun but marqué en équipe de Hongrie en 1972,.
Il dispute un match amical le 12 janvier 1972 contre l'Espagne (victoire 1-0).
Szalay fait partie de l'équipe de Hongrie médaillée d'or aux Jeux olympiques 1968, disputant deux matchs n'inscrivant pas de but.

## Palmarès

### En sélection
Hongrie
- Jeux olympiques (1) :
  -  Or : 1968.